# Athous silicensis
Athous silicensis là một loài bọ cánh cứng trong họ Elateridae. Loài này được Laibner miêu tả khoa học năm 1975.